# أوسورييسك
أوسورييسك (بالروسية: Уссурийск) هي إحدى مدن روسيا في الكيان الفدرالي الروسي بريمورسكي كراي.

## توأمة
لأوسورييسك اتفاقيات توأمة مع:
- مودانجيانغ (12 أبريل 1993 - )